# Aleksandr Andreevič Bezborodko
Aleksandr Andreevič Bezborodko (Hluchiv, 25 marzo 1747 – San Pietroburgo, 6 aprile 1799) è stato un politico, diplomatico e principe russo.
Tra i più abili statisti dell'ultima parte del regno di Caterina II di Russia, dagli anni '90 del Settecento sino alla sua morte diresse de facto la politica estera dell'Impero russo, gestendo anche l'amministrazione interna dello stato dal 1797 quando venne nominato Cancelliere.

## Biografia

### I primi anni
Аleksander Bezborodko nacque nella città di Hlukhiv, nell'hetmanato cosacco il 25 marzo 1747 (attuale Ucraina) da una famiglia della nobiltà cosacca locale. Suo padre, Andrey Bezborodko, era scriba generale (cancelliere) mentre sua madre Eudokia era figlia del giudice generale Mikhail Zabila.
Studiò con tutori privati e successivamente frequentò l'accademia di Kiev-Mohyla. Terminata la sua educazione, entrò come segretario al servizio del conte Pëtr Rumjancev-Zadunajskij, all'epoca governatore generale della Piccola Russia, accompagnandolo nella guerra russo-turca dal 1768. Presenziò alla battaglia di Larga ed alla battaglia di Kagul, nonché all'assedio di Silistria.
Con la firma del trattato di Küçük Kaynarca (1774) il feldmaresciallo lo raccomandò a Caterina II di Russia che nel 1775 lo nominò suo segretario per le petizioni. Ebbe così modo di impressionare anche la zarina con le sue doti personali, ma nel contempo sentì la necessità di studiare ad esempio il francese che era la lingua principale parlata nelle corti europee dell'epoca. In quel medesimo periodo scrisse i propri resoconti storici relativi alle guerre dei tatari e dell'Ucraina.
Nel 1780 accompagnò la zarina in un suo viaggio attraverso la Novorossiya per incontrare Giuseppe II del Sacro Romano Impero. Al suo ritorno da una delicata missione diplomatica a Copenaghen, presentò all'imperatrice russa un "memoriale di affari politici" che comprendeva un piano di ripartizione della Turchia tra Russia ed Austria. Questo documento venne trasmesso a Vienna, seguito da Informazioni storiche sulla Moldavia. Per questi due documenti venne ricompensato con l'incarico di "plenipotenziario per tutti i negoziati" e maestro di posta generale dell'Impero russo.

### La carriera sotto Caterina II

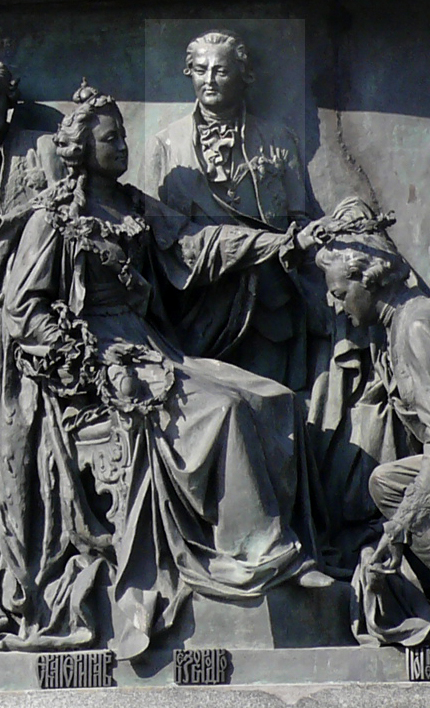
Aleksandr Andreevič Bezborodko dietro la zarina Caterina II di Russia in un bassorilievo del monumento al Millenario della Russia a Velikij Novgorod.

Bezborodko divenne sempre più consigliere fidato della zarina Caterina in tutti gli affari diplomatici anche se ufficialmente era subordinato al vice-cancelliere conte Ivan Andreevič Osterman. Fu lui a scrivere alcuni tra i più importanti dispacci agli ambasciatori russi all'estero ed a concludere e sottoscrivere la maggior parte dei trattati diplomatici conclusi sotto l'ultima parte del regno di Caterina II. Sostenne ed abbracciò l'idea di Caterina II di voler ricostituire l'Impero bizantino sotto la guida di suo nipote, il granduca Costantino. Nel 1786 Bezborodko venne promosso senatore e nel 1787 accompagnò Caterina nel suo viaggio nella Russia meridionale dove, il 14 febbraio, incontrò presso il palazzo reale di Kiev il futuro leader della guerra d'indipendenza venezuelana, Francisco de Miranda, garantendogli il supporto della Russia. A Kanev condusse i negoziati col re Stanislao II di Polonia ed a Novaya Kaidaniya si trovava nella medesima carrozza dell'imperatrice quando questa ricevette Giuseppe II del Sacro Romano Impero. Quest'ultimo lo creò conte del Sacro Romano Impero.
La seconda guerra russo-turca (1787-1792) e la guerra svedese contro Gustavo III (1788–90) non fecero altro che accendere le rivalità sulla sua persona, attirandosi in particolare le ire dell'ultimo favorito della zarina, Aleksandr Matveevič Dmitriev-Mamonov. Egli ad ogni modo fece di tutto per concludere il più presto possibile entrambi in conflitti ed in modo onorevole per la Russia. Il trattato di Värälä sottoscritto con Gustavo III (14 agosto 1790) si basò su termini da lui direttamente predisposti. All'improvvisa morte del generale Grigorij Aleksandrovič Potëmkin riuscì a concludere il trattato di Jassy, con condizioni vantaggiose per la Russia (9 gennaio 1792), motivo per cui la zarina lo ricompensò con l'Ordine di Sant'Andrea e con la somma di 50.000 rubli.
Al suo ritorno da Jassy, ad ogni modo, si trovò spodestato nelle sue funzioni di segretario delle petizioni dall'ultimo favorito della zarina, il principe Valerian Aleksandrovič Zubov. Si lamentò di questa sua "diminuzione di dignità" con l'imperatrice in un incontro privato nel 1793. La zarina ad ogni modo seppe ricompensarlo degnamente quando, alla firma della pace di Jassay (2 settembre 1793) gli fece pubblicamente dono di un ramo d'olivo realizzato in oro e brillanti. Successivamente, la stessa Caterina II lo riconciliò con Zubov e consentì a Bezborodko di riprendere la sua gestione degli affari esteri dell'impero. Contribuì più di ogni altro alla terza partizione della Polonia per la quale venne largamente ricompensato.

### Gran cancelliere dell'Impero russo

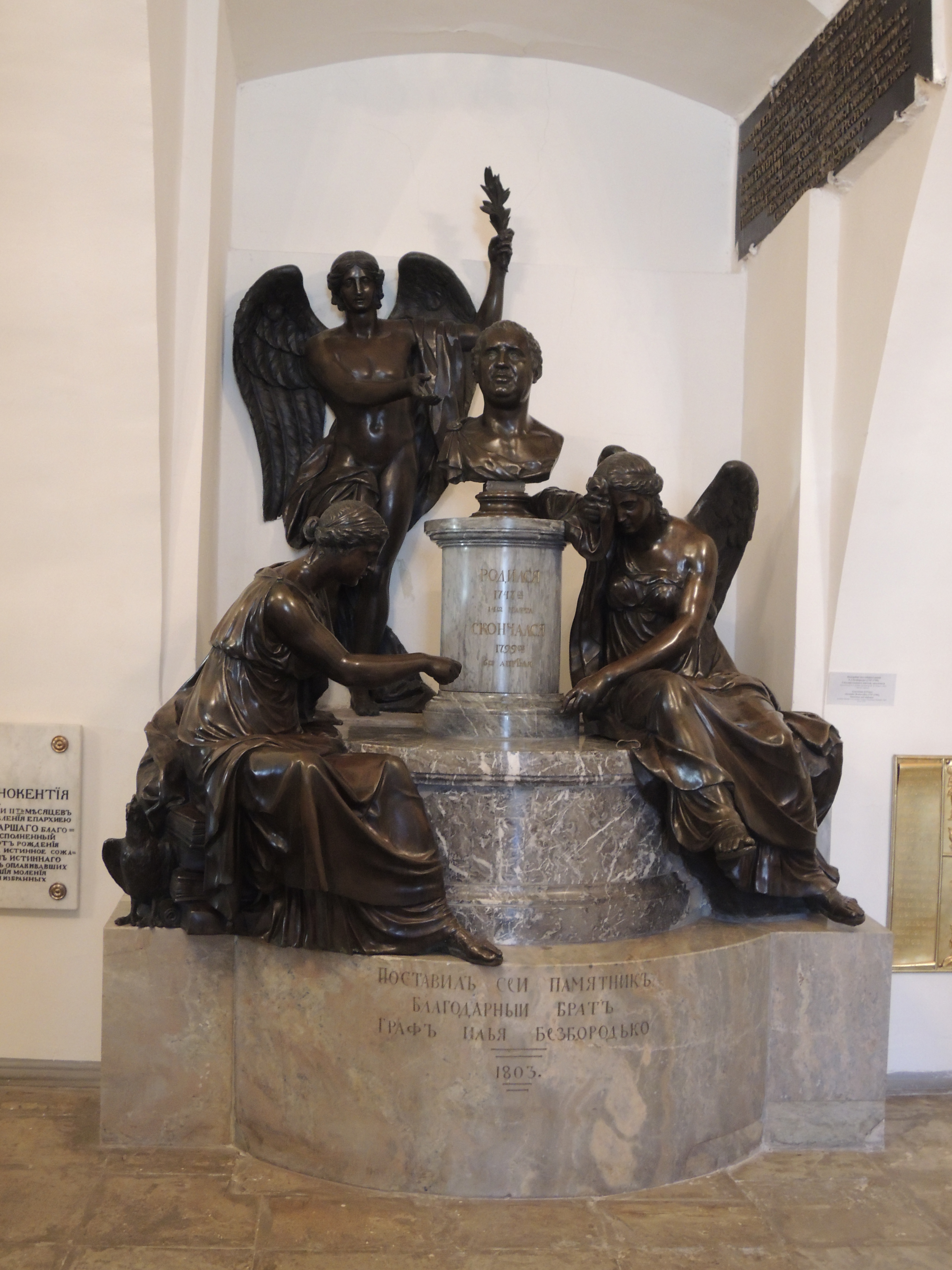
Monumento funebre a Aleksandr Andreevič Bezborodko

La diplomazia ad ogni modo non riusciva a mettere in luce tutte le capacità di Bezborodko, il quale era versato anche nell'amministrazione degli affari interni. Riformò il ministero delle poste russo, migliorò il sistema bancario dell'impero, regolò le finanze, costruì strade ed unì le chiese ortodosse. Alla morte di Caterina II, il nuovo zar Paolo I si fidò ciecamente di Bezborodko al quale affidò l'analisi delle carte private della defunta zarina e poco dopo lo creò principe dell'Impero russo con un corrispondente, splendido appannaggio, comprendente tra l'altro la tenuta di Dmitrovsk con diverse migliaia di metri quadri di terra agricola e 45.000 contadini alle proprie dipendenze. Al pensionamento di Osterman, ricevette la massima dignità amministrativa dell'Impero russo, quella di cancelliere imperiale.
Bezborodko fu l'unico tra i ministri russi a mantenere il favore di Paolo I sino all'ultimo. Durante gli ultimi due anni della sua vita, il controllo della diplomazia russa era completamente nelle sue mani. Il suo programma all'epoca ad ogni modo era piuttosto semplice e consisteva nella pace con tutte le potenze europee, compresa la Francia rivoluzionaria. Quando lo zar iniziò a divenire insofferente nei confronti di questa politica pacifista del suo primo ministro, saggiamente Bezborodko pensò di ritirarsi a vita privata. Paolo I, ad ogni modo, rifiutò le sue dimissioni ma lo avrebbe mandato all'estero per riprendersi in salute se non fosse che un ictus improvviso lo colpì. Morì a San Pietroburgo il 6 aprile 1799 e venne sepolto nel Monastero di Aleksandr Nevskij in uno splendido monumento in bronzo e marmo, scolpito dallo scultore franco-russo Jean-Dominique Rachette e progettato dall'architetto Nikolaj Aleksandrovič L'vov.

## Carattere e vita privata
(Evgraf Fëdorovič Komarovsky)

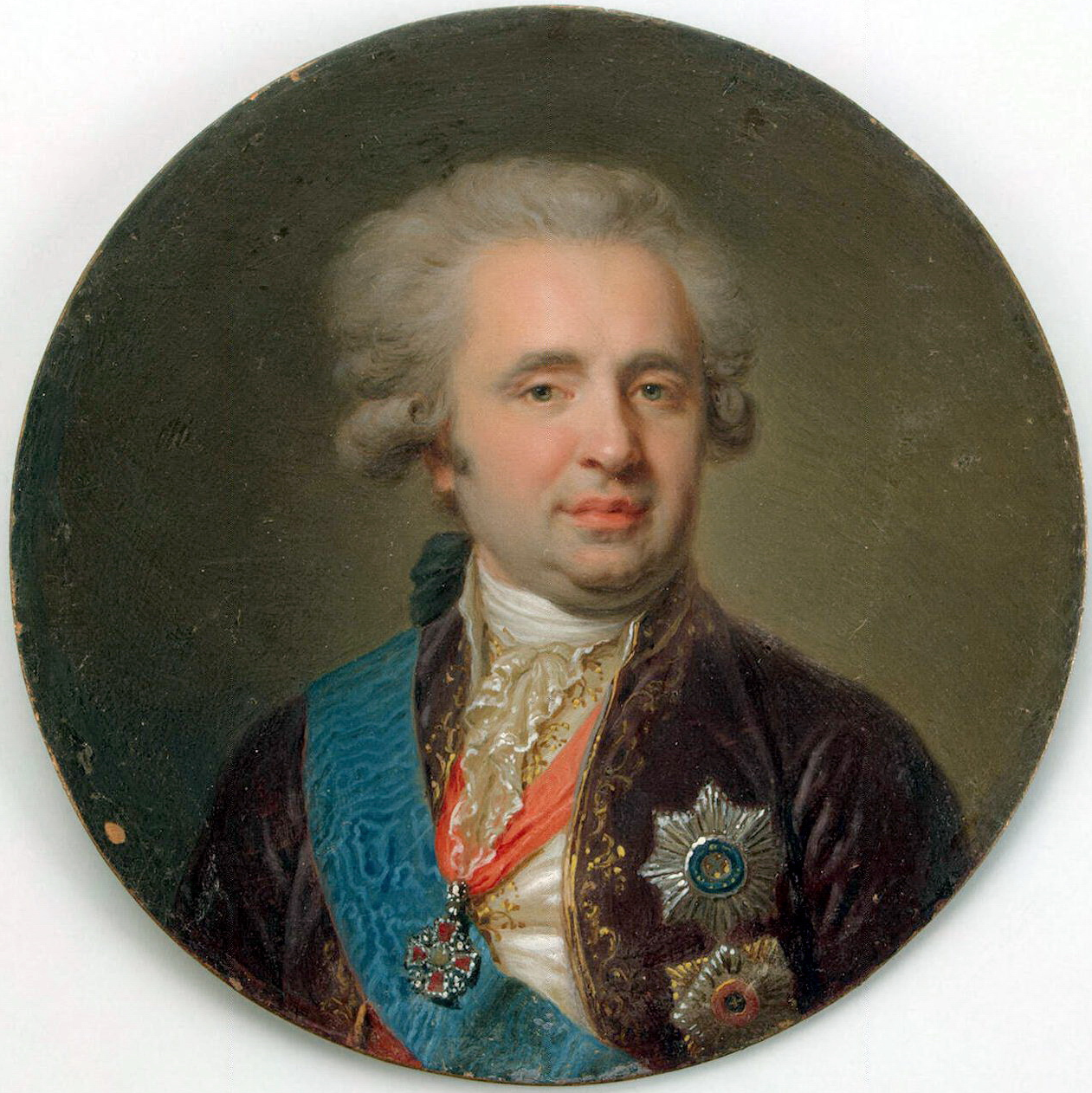
Il principe Bezborodko in una miniatura da un ritratto di Giovanni Battista Lampi.

Il principe Bezborodko non si sposò mai, ma fu un appassionato amatore, conducendo una vita a detta dei suoi contemporanei sfrenata e frivola come molti dei membri della corte di Caterina II. Il poeta russo Pëtr Andreevič Vjazemskij disse che la cantante d'opera Elizaveta Uranova "in quel periodo aveva stregato il cuore del vecchio conte Bezborodko, al punto che durante l'esibizione a corte, l'artista si lamentò con la zarina dell'insistenza del suo burocrate nei suoi confronti". Dall'attrice e ballerina, Olga Dmitrievna Karatygina (detta "Lenushka"), che visse nella sua casa a partire dal 1790, il cancelliere ebbe una figlia, Natalia Aleksandrovna Veretskaya (1790-1826) che sposò il 21 maggio 1806 un colonnello della guardia. Bezborodko le diede un'ottima educazione e le fornì una cospicua dote.
(Kazimierz Waliszewski)
Alla sua morte, il principale tra gli eredi del cancelliere (che come si è detto rimase scapolo per tutta la sua vita) fu suo fratello minore Il'ja Andreevič Bezborodko (1756-1815), generale e senatore. Poiché il suo unico figlio morì prima di suo padre, il titolo di conte Bezborodko fu trasferito al figlio di sua figlia Lyubov Ilyinichna, Aleksandr Grigor'evič Kušelev-Bezborodko (1800-1855).
Suo nipote, Viktor Pavlovič Kočubej, che fu primo ministro durante il regno di Nicola I di Russia, dovette in gran parte la sua ascesa (e la nomina ad ambasciatore a Costantinopoli) all'influenza del principe Bezborodko.
Nel 1790, Aleksandr Bezborodko acquistò una villa dagli eredi di Grigory Nikolaevič Teplov sulla riva destra della Neva, vicino alle sorgenti curative di Polyustrovo. Per ordine del nuovo proprietario, l'edificio venne completamente ricostruito. Di conseguenza, il palazzo divenne una delle famose residenze suburbane di San Pietroburgo. La caratteristica principale della tenuta era una recinzione insolita: le catene della recinzione erano sostenute da 29 figure di leoni che tenevano le catene in bocca. Successivamente, il complesso prese il nome di Dacha Bezborodko.